# Betty Gilpin
Betty Gilpin, de son nom complet Elizabeth Folan Gilpin, est une actrice américaine, née le 21 juillet 1986 à New York (États-Unis).
Elle est surtout connue pour son rôle du Dr Carrie Roman dans la série télévisée Nurse Jackie, et de Debbie Eagan dans la série télévisée GLOW.

## Biographie

### Jeunesse
Betty Gilpin est née de l'union des acteurs Jack Gilpin (en) et Ann McDonough,. Elle a deux frères, Sam et Harry Gilpin.
Elle a commencé par le théâtre et a notamment tenu des rôles remarqués dans les pièces Where We're Born, Heartless ou I'm Gonna Pray for You So Hard,.

### Carrière
En 2006, elle obtient son premier rôle à la télévision dans la série New York, section criminelle,.
En 2008, elle interprète des rôles secondaires dans les films Les Ombres du passé et La Ville fantôme puis obtient un rôle dans la série Fringe,.
En 2009, elle est à nouveau choisie, mais pour un rôle différent, dans la série New York, section criminelle puis, la même année, joue dans New York, police judiciaire.
En 2010, elle tient le rôle remarqué de Molly dans la série The Good Wife le temps d'un épisode, et la même année, elle joue également dans la série Médium,.
En 2012, elle obtient le rôle du Dr Carrie Roman dans la série télévisée Nurse Jackie de façon récurrente lors de la cinquième saison, puis devient principale lors de la sixième et septième saison,.
En 2014, elle incarne le rôle de Jodi dans le film Take Care (en) de Liz Tuccillo et obtient l'un des rôles principaux dans la série The Walker aux côtés de Carey Mulligan et Zoe Kazan, sortie en juillet 2015.
En 2015, elle décroche un rôle récurrent pour la quatrième saison de la série Elementary.
En 2017, elle obtient un des rôles principaux dans la série GLOW, dont le premier épisode a été diffusé le 23 juin 2017 sur Netflix.

## Théâtre
Source : Broadwayworld
- 2008 : Good Boys and True (Off-Broadway) : Cheryl
- 2008 : Boys' Life (Off-Broadway) : Lisa
- 2010 : The Language Archive (Off-Broadway), Roundabout Production : Emma
- 2011 : We Live Here (Off-Broadway), Manhattan Theatre Club Production : Dinah
- 2012 : Heartless (Off-Broadway), Signature Theatre Production
- 2013 : Where We're Born (Off-Broadway)
- 2015 : I'm Gonna Pray for You So Hard (Off-Broadway), première mondiale à l'Atlantic Theater Production[15] : Ella

## Filmographie

### Cinéma

#### Longs métrages
- 2008 : Les Ombres du passé (Death in Love) de Boaz Yakin : La jeune modèle
- 2008 : La Ville fantôme (Ghost Town) de David Koepp : L'infirmière
- 2009 : The Northern Kingdom de Dorothy Lyman : Carissa
- 2014 : Beach Pillows de Sean Hartofilis : Karla
- 2014 : Take Care (en) de Liz Tuccillo : Jodi
- 2015 : True Story de Rupert Goold : Cheryl Grank
- 2019 : Isn't It Romantic de Todd Strauss-Schulson : Whitney
- 2019 : Stuber de Michael Dowse : Becca
- 2019 : Mes autres vies de chien (A Dog's Journey) de Gail Mancuso : Gloria
- 2020 : The Grudge de Nicolas Pesce : Nina Spencer
- 2020 : Coffee et Kareem (Coffee and Kareem) de Michael Dowse : Détective Watts
- 2020 : The Hunt de Craig Zobel : Crystal
- 2021 : The Tomorrow War de Chris McKay : Emmy Forester

#### Court métrage
- 2015 : Albert Cummings Project de Stacy Cochran (en) : Holly[9]

### Télévision

#### Séries télévisées
- 2006/ 2009 : New York, section criminelle (Law and Order: Criminal Intent) : Amanda Dockerty / Stacey Hayes-Fitzgerald
- 2008 : New Amsterdam : Marika Soloway
- 2008 : Fringe : Loraine Daisy
- 2009 : The Unusuals : Abigail Allen / Margo Stanford
- 2009 : New York, police judiciaire (Law and Order) : Paige Regan
- 2010 : The Good Wife : Molly
- 2010 : Past Life : Corrine
- 2010 : Futurestates : Gloria Holtzer
- 2010 : Médium (Medium) : Kim Clement
- 2012 : New York, unité spéciale (Law and Order: Special Victims Unit) : Natalie Relais
- 2013 - 2015 : Nurse Jackie : Dr Carrie Roman
- 2015 : The Walker : Roz
- 2015 : Les Mystères de Laura (The Mysteries of Laura) : Isabel Van Doren
- 2016 : Elementary : Fiona Helbron
- 2016 : Masters of Sex : Nancy
- 2016 : Mercy Street : Mme Foster
- 2017 : American Gods : Audrey
- 2017 - 2019 : GLOW : Debbie Eagan
- 2018 / 2021 : Robot Chicken : Laurie Jupiter / Louisa von Trapp / Veronica Lodge (voix)
- 2021 : Red Frontier : Commandante Taylor Fullerton
- 2022 : Gaslit : Mo Dean
- 2022 : Roar : Amelia
- 2023 : Mrs Davis : Sœur Simone
- 2023 : Three Women : Lina
- 2025 : À l'aube de l'Amérique (American Primeval) : Sara Rowell

#### Téléfilms
- 2009 : Possible Side Effects de Tim Robbins : Donatella